# Hotelicopter
 (juin 2019).
Hotelicopter était un poisson d'avril. C'était une vidéo produite en 2009 sous la forme d'une campagne de marketing viral par Hotelicopter, un faux site de recherche d'hôtels qui n'existe plus. Montrant un engin basé sur l'hélicoptère militaire géant soviétique Mil Mi-12, il a fait en sorte que des millions de personnes croient en l'existence de l'appareil. La vidéo et le site Web expliquaient que le premier vol commercial d’Hotelicopter devait se produire le 26 juin 2009 depuis l’aéroport JFK de New York pour se rendre au Royaume-Uni plus tard en août.

## Réception
En 2010, le Christian Science Monitor a classé l’Hotelicopter au nombre des cinq meilleurs poissons d'avril en ligne. The Times a également inclus la farce dans ses 10 meilleurs poissons d'avril, en lui attribuant la note de 10/10.